# Балкашины
Балкашины (Балакшины) — русский дворянский род.
Древний боярский род этой фамилии происходит из Новгородской земли. Они писались в старину по-разному: иногда Балкашиными, иногда Балакшиными, реже Болкошиными).
В 1475 году родоначальник — Василий Балкашин был боярином в городе Великий Новгород. В XVII веке род разделился на несколько отдельных ветвей из которых наиболее известны следующие шесть:
1. Первая ветвь идёт от Ильи Гавриловича Балканина, владевшего поместьями в Зубцовском уезде Тверской губернии в 1628—1629 годах[4].
2. Наум Томилович Балкашин, пожалованный в 1683 году вотчинами в Зубцовском и Ржевском уездах Тверской губернии стал основателем второй ветви рода[4].
3. Филипп Максимович Болкошин, который был пожалован царём Алексеем Михайловичем,  вотчиной в Зубцовском уезде Тверской губернии, стал родоначальником ветви Болкошиных[3] — единственной утверждённой Герольдией Правительствующего Сената в древнем дворянстве и записанной VI часть Дворянской родословной книги Тверской губернии[4]. Герб рода Болкошиных внесен в Часть 12 Общего гербовника дворянских родов Российской империи, страница 99[3].
4. Родоначальник четвёртой ветви — Иван Яковлевич Балкашин владевший в 1625 году поместьями в Ржевском уезде Тверской губернии[4]. Сын его потомка капитана Якова Герасимовича Балкашина, Степан Яковлевич, женатый на Марине Андреевне Паскевич, стал 10 декабря 1789 года Георгиевским кавалером. Также орденом Св. Георгия был награждён внучатый племянник Степана Яковлевича, Николай Васильевич Балкашин (8.4.1818—?).
5. основатель пятой ветви — Никифор Васильевич Балкашин, новгородский городовой дворянин владевший в Новгородском уезде в 1649 году поместьем, род записан в VI часть родословной книги Тверской губернии[4].
6. В 1678 году был вёрстан поместьем в Верхоломовском уезде родоначальник шестой ветви рода этой фамилии — Яков Гаврилович Балкашин[4].

Один из представителей рода — Данило Васильевич Балкашин погиб в зимнем Казанском походе 1550 года, и имя его, наравне с другими, вписано в синодик московского Успенского собора на вечное поминовение. Многие представители рода были военными; наиболее известны: оренбургский гражданский губернатор, генерал-майор Николай Васильевич Балкашин (1805—1859) и капитан 1-ранга Павел Дмитриевич Балкашин(1797—1842), дочь которого Татьяна (1837—1897), была замужем за Филаретом Петровичем Мусоргским, братом композитора.